# Saurer MH4

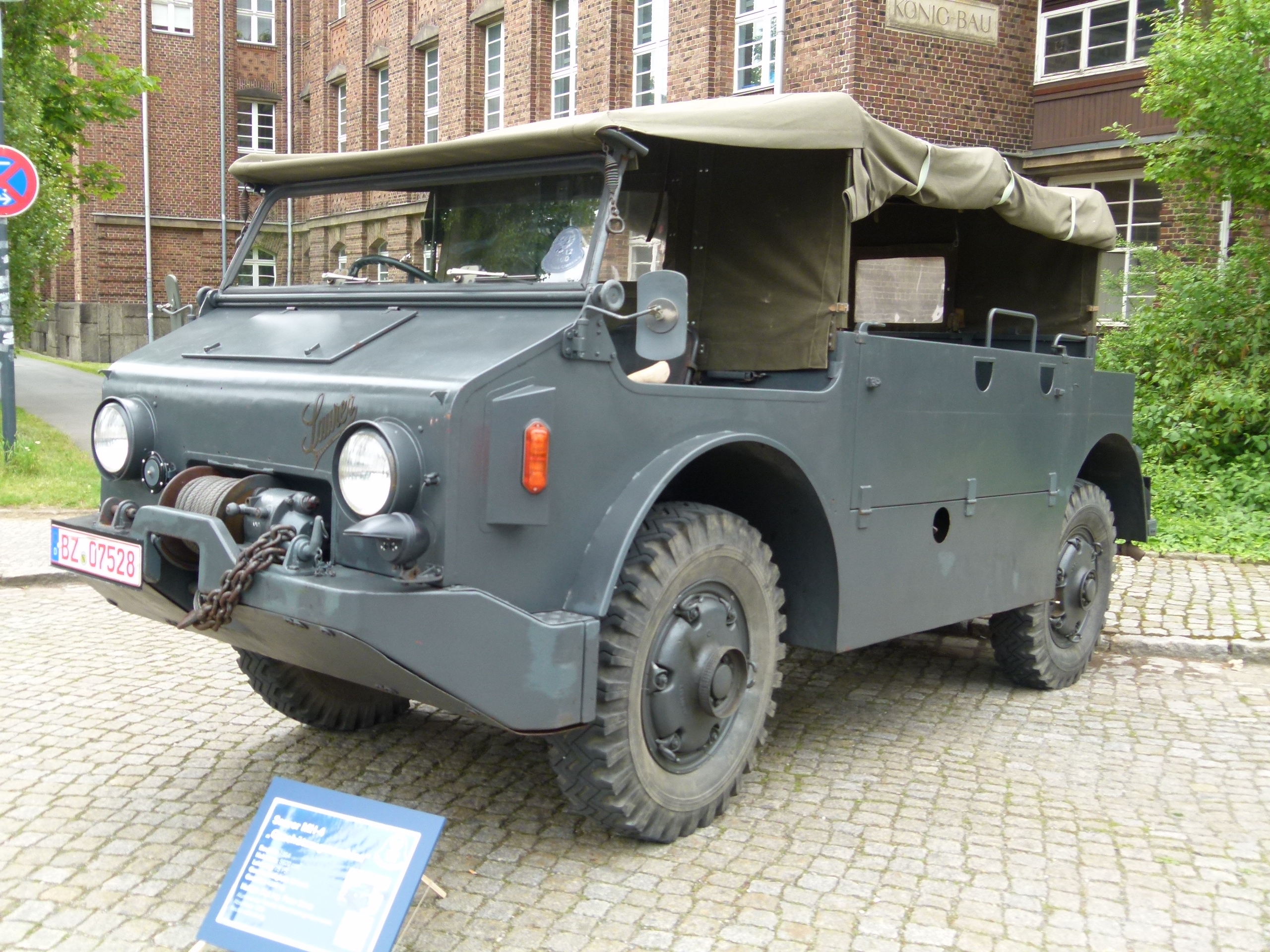
Saurer MH4

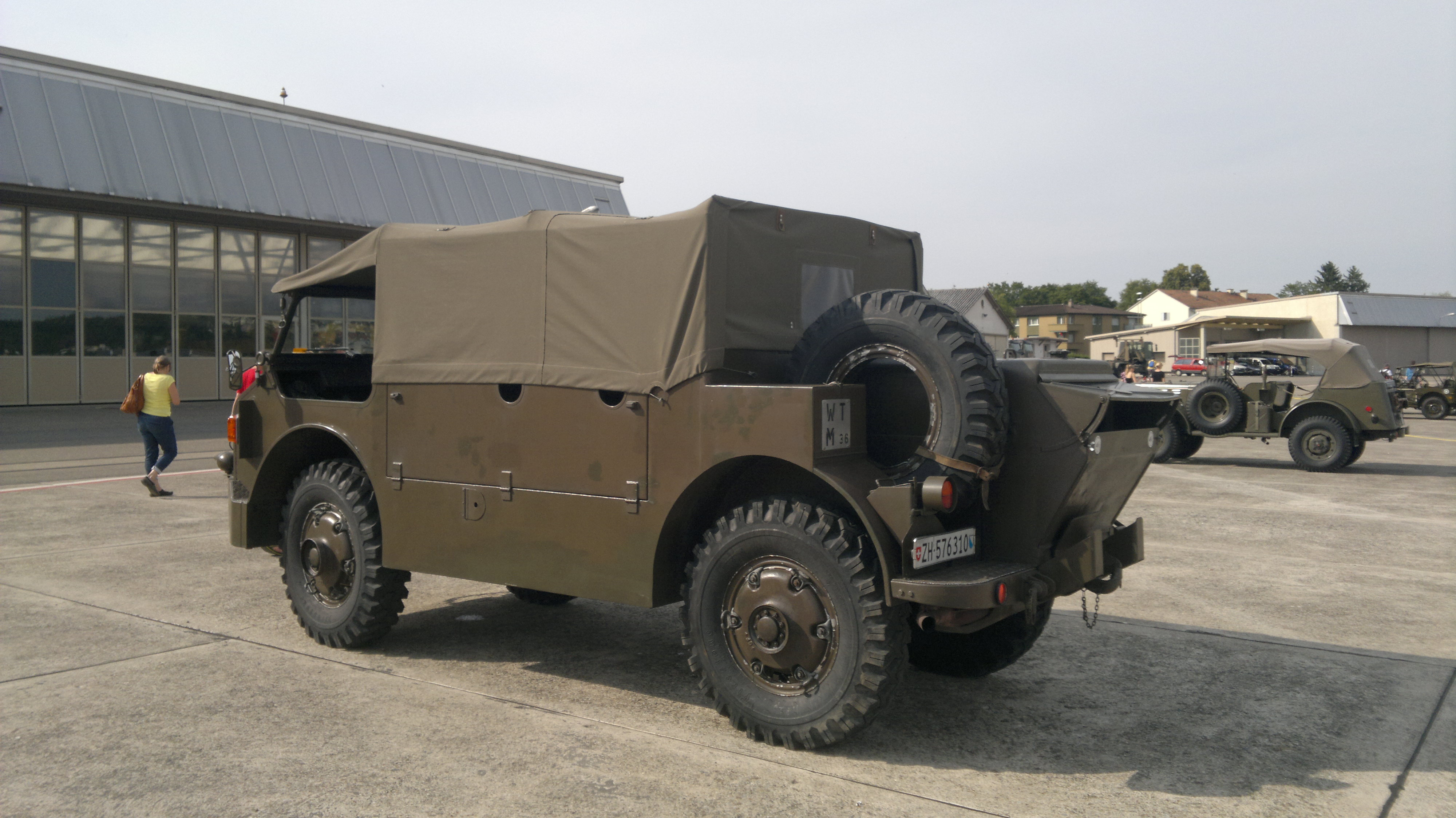
Saurer MH4

Der Saurer MH4 war ein Militärfahrzeug der Schweizer Armee, das von der Adolph Saurer AG hergestellt wurde und von 1945 bis 1985 bei der Truppe eingesetzt wurde.

## Technik
Der M4, Saurer Werksbezeichnung 4MH (4-Rad-Fahrzeug, M für Militärausführung, H für Heckmotor; Übername „Heckferrari“), wurde vor allem als Zugfahrzeug für die gleichzeitig beschaffte 10,5 cm-Haubitze 46 L22 entwickelt. Das Fahrzeug hatte Einzelradaufhängung, permanenten Allradantrieb mit Kegelraddifferenzialen vorne und hinten. Viele Teile entsprachen der Ausführung des Saurer M6 und M8. Der Motor war fast baugleich, hatte aber zwei Zylinder weniger. 
Das Modell 1946 hatte den bewährten Saurer CR1DM Vierzylinder-Reihenmotor mit 70 PS, das neuere Modell 1952 den CR2DM Motor mit 75 PS Leistung. Alle M4 waren mit Frontseilwinde ausgerüstet, deren Zugkraft 2500 kg und die Seillänge 70 Meter betrug. Der Seilzug war nur nach vorne möglich. Dieses erste Modell hatte hinter der Führerkabine seitlich je drei hintereinander liegende Kübelsitze, in der Mitte Raum für Munition, Material und Werkzeuge. Das Blachenverdeck auf Stahlrohrgerüst war seitlich offen. 
Das Modell 1952 hatte zwischen Führerkabine und Motor eine kleine Ladebrücke mit abklappbaren Seitenladen. Vorne und hinten auf dieser Brücke befand sich je eine abklappbare Sitzbank für 4 Personen, die Nutzlast erhöhte sich um rund 600 kg auf 2250 kg. Bei diesem war auch der Treibstofftank anders angeordnet, der Inhalt erhöhte sich von 70 auf 100 Liter. Eine neue Frontpartie und ein geändertes Verdeck waren ebenfalls Verbesserungen. Das Fünfgang-Getriebe sowie die Lenkung blieben unverändert. Da der Motor hinten eingebaut war, ergab sich eine relativ leichtgängige Lenkung und eine gute Übersicht nach vorne.
Die enge Sitzanordnung beim 4MH war ebenfalls konstruktionsbedingt. Um eine möglichst niedrige Fahrzeugsilhouette zu erzielen, wurden die Sitze innerhalb angeordnet – und nicht etwa über den Radkästen. Folglich blieb nur Platz in der Fahrzeugmitte übrig. Die Stabilität im Gelände war, verglichen mit den M6- und M8-Saurern, trotz des fast identischen Zentralrohrrahmens wesentlich besser. Bezüglich Geländetauglichkeit stand er seinen mehrrädrigen Brüdern M6 und M8 in nichts nach. Beim Ziehen von schweren Anhängelasten im Gelände ist der Heckmotor zudem von Vorteil. Ein Fahrzeug befindet sich heute im Schweizerischen Militärmuseum Full, ein weiteres im Zuger Depot Technikgeschichte. Einige Saurer MH4 wurden zu Feuerwehrfahrzeugen umgerüstet und fanden Verwendung bei diversen zivilen Feuerwehren.

## Technische Daten

### Modell 1946
- Länge: 5160 mm
- Breite: 1950 mm
- Höhe: 2200 mm
- Leergewicht: 4290 kg
- Nutzlast: 1500 kg
- Gesamtgewicht: 5790 kg
- Radstand: 2900 mm
- Motor Saurer, Typ CR 1 DM 4 Zylinder Reihenmotor, Viertakt, Direkteinspritzung
- Hubraum: 5322 cm³
- Leistung: 51,5 kW / 70 PS bei 1900 min−1 Max. Drehmoment 290 Nm bei 1200 min−1
- Tankinhalt: 70 Liter, auf der Fahrzeuglängsachse im Materialraum, von links einfüllen
- Anhängelast: 5900 kg
- Höchstgeschwindigkeit: 70 km/h
- Elektrische Anlage: 24 Volt 2 Batterien à 12 Volt 105 Ah
- Sitzplätze: 1 Fahrer, 1 Hilfsfahrer, 6 Mann auf der Brücke in einzelnen Kübelsitzen